# Манојло Кантакузин (узурпатор)
За чланак о морејском деспоту, погледајте чланак Манојло Кантакузин.
Манојло Кантакузин (грч. Μανουήλ Καντακουζηνός) је био вођа побуне која је 1453. године избила у Мореји против владавине последњих Палеолога, браће деспота Томе (1428—1460) и деспота Димитрија (II) (1449—1460). Био је унук деспота Димитрија (I) (1383. године), последњег морејског деспота члана породице Кантакузина и чукунунук византијског цара Јована VI (1347—1354). Палеолози су, уз војну помоћ свог суверена османског султана Мехмеда II (1451—1481), сломили његову побуну 1454. године.

## Побуна у Мореји
Непосредно након османског заузећа Цариграда 29.05.1453. године и погибије последњег византијског цара Константина XI Драгаша (1449—1453), на Пелопонезу је дошло до велике побуне против његове браће и последњих Палеолога, деспота Томе и деспота Димитрија II. Сукоб међу њима био је општепозната ствар и након само годину дана заједничке владавине, довео је 1450. године до практичне поделе Морејске деспотовине. Њихов сукоб и османски напад на Пелопонез онемогућили су их да пошаљу било какву помоћ старијем брату цару Константину XI Палеологу у одбрани Цариграда.
Манојло се ставио на чело устаника, чији је главни део чинило око 30.000 Албанаца. Они су га прогласили деспотом, док је он за себе и своју супругу почео да користи њихове титуле. Сам устанак је почео да се развија врло успешно, што је приморало Палеологе да оставе по страни своје разлике и затраже страну помоћ у гушењу устанка. За помоћ су се обратили својим суседима Млечанима и Османлијама. Освајач Цариграда, султан Мехмед II, проценио је да му више одговара њихова несложна владавина и упутио им је војну помоћ. Користећи се својим удруженим снагама и османским помоћним одредима, браћа су успела да током 1454. године угуше побуну. Без обзира на то, њихови међусобни сукоби су се наставили и већ 1460. године довешће до потпуног слома Морејске деспотовине.